# 格罗莱雅克
格罗莱雅克（法語：Groléjac，法語發音：[ɡʁɔleʒak]）是法国多尔多涅省的一个市镇，属于萨拉拉卡内达区。

## 地理
格罗莱雅克（44°49'2"N, 1°17'44"E）面积12.28 平方千米，位于法国新阿基坦大区多爾多涅省，该省份为法国西南部内陆省份，是法國本土面积第三大的省，大致对应佩里戈尔地区，北起顺时针与夏朗德省、上维埃纳省、科雷兹省、洛特省、洛特-加龙省、吉倫特省和滨海夏朗德省接壤。
与格罗莱雅克接壤的市镇（或旧市镇、城区）包括：卡尔萨克-阿亚克、多姆、纳比拉、圣西尔克马德隆、米亚克、韦里尼亚克。

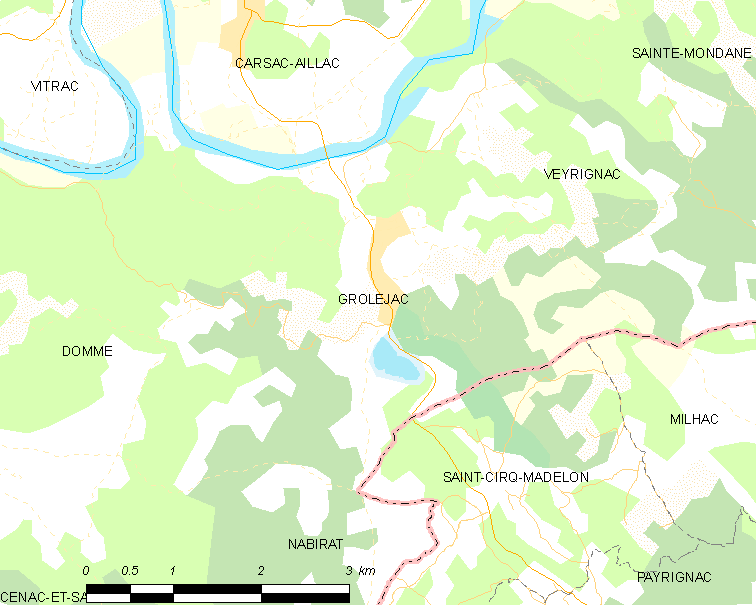
格罗莱雅克的OSM定位图

格罗莱雅克的时区为UTC+01:00、UTC+02:00（夏令时）。

## 行政
格罗莱雅克的邮政编码为24250，INSEE市镇编码为24207。

## 政治
格罗莱雅克所属的省级选区为多尔多涅河谷县。

## 人口

1962-2008年间格罗莱雅克人口变化图示

格罗莱雅克于2022年1月1日时的人口数量为675人。